# Comares
Comares és un municipi que es troba a la comarca de l'Axarquía, a la província de Màlaga, Andalusia. Té una població de 1.419 habitants (2004) i es troba a 703 metres d'altitud. Limita: al N amb Riogordo al N, NE i E amb Cútar, al S amb El Borge, al SO i O amb Màlaga i al NO amb Colmenar.

## Festivitats
- 13 de gener: Sant Hilari de Poitiers
- 23 - 25 d'agost: Festa major